# Артишук Анна Валентинівна
Анна Валентинівна Артишук (9 лютого 2001, Ковель, Волинська область) — українська волейболістка, діагональна. Гравець національної збірної.

## Із біографії
У складі національної збірної виступала на відбірковому турнірі до континентальної першості 2023 і Євролізі 2024. Чемпіонка Євроліги 2025 року, найрезультативніша спортсменка збірної на цьому турнірі.

## Галерея

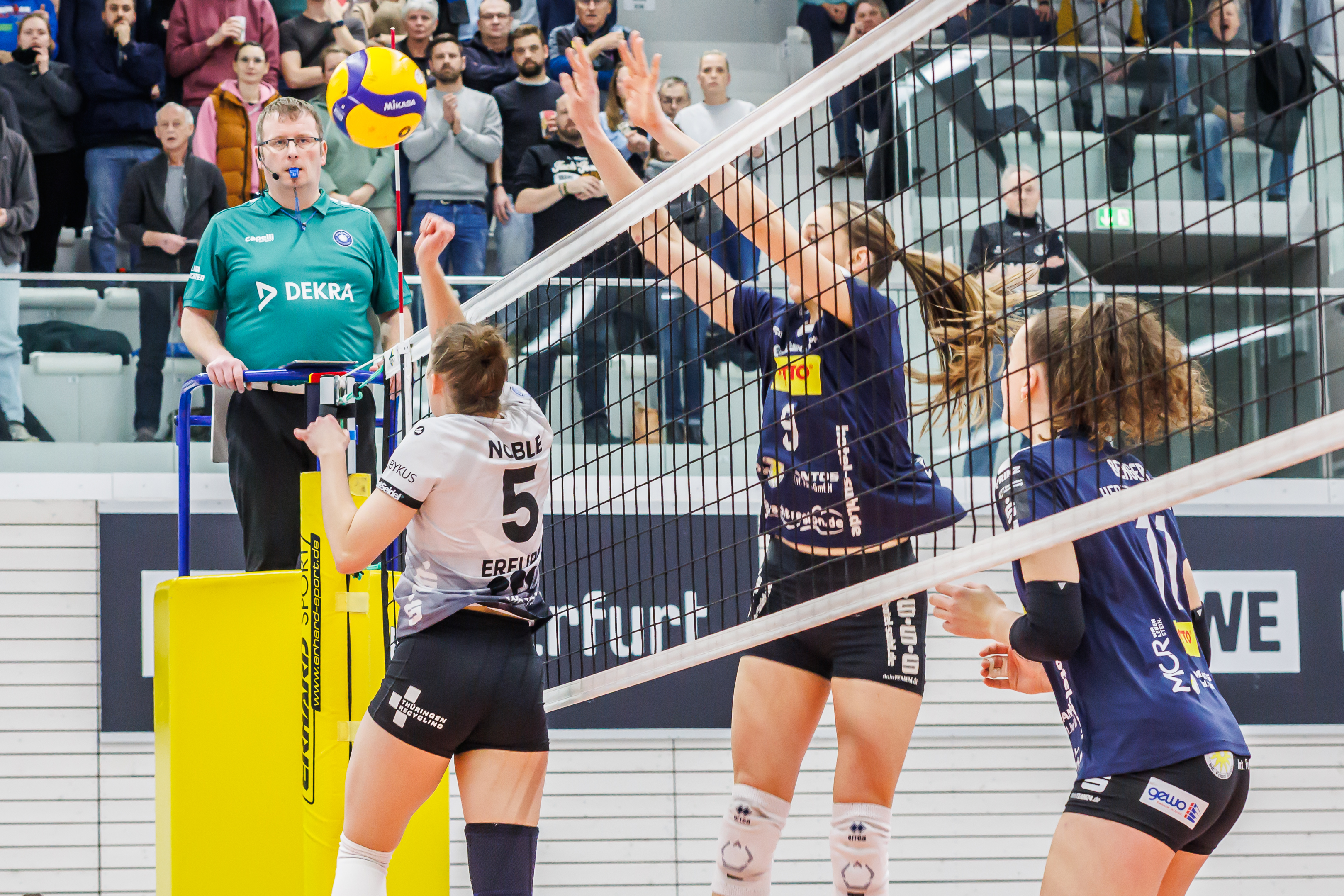
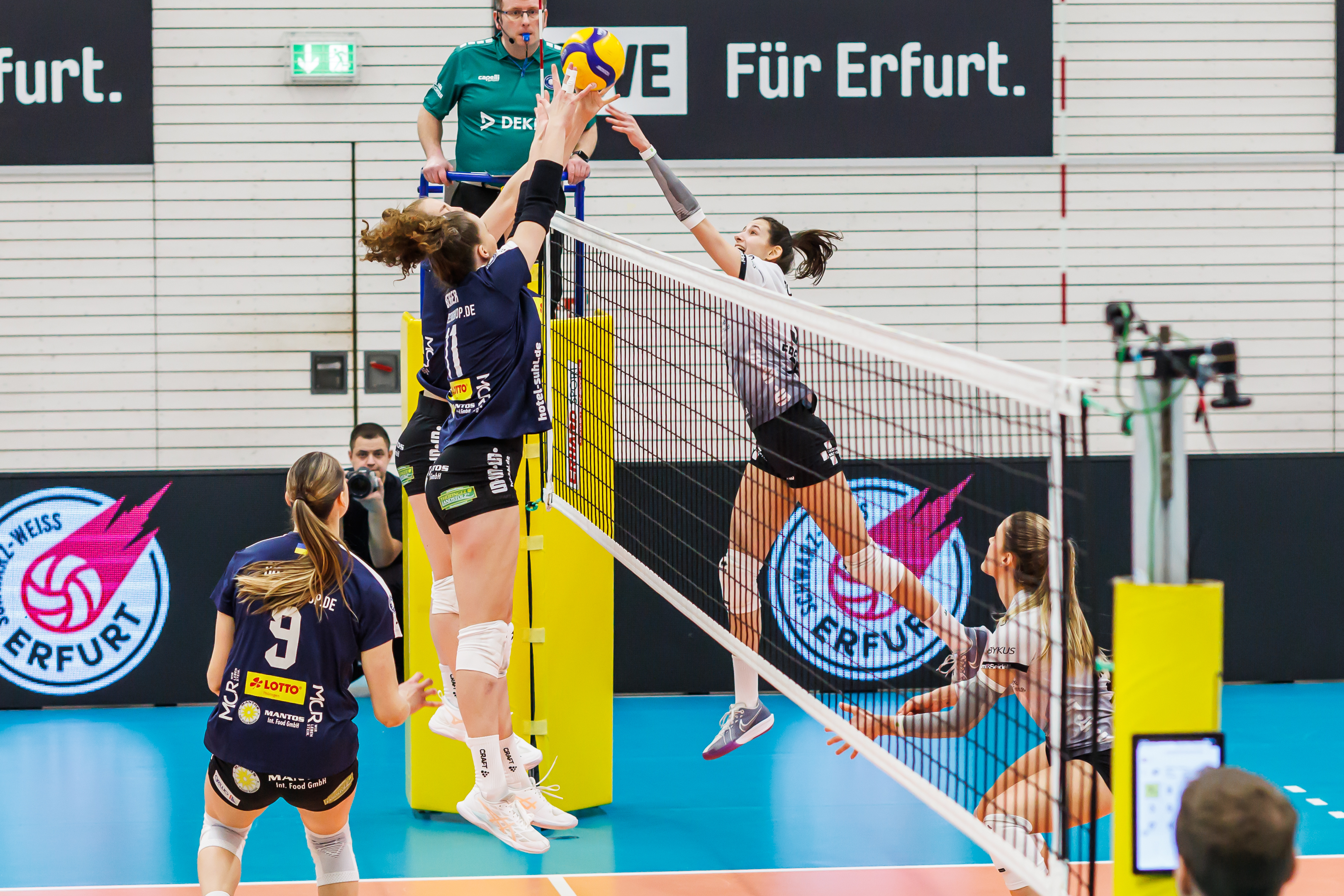

## Клуби
| Роки      | Команди                      |
| --------- | ---------------------------- |
| 2017—2022 | «Волинь-Університет» (Луцьк) |
| 2022—2023 | СК «Прометей»                |
| 2023—2024 | «Оломоуц»                    |
| 2024—2025 | «Зуль Тюринген»              |
| 2025—     | «Пальмберг» (Шверін)         |

## Досягнення
Європейська ліга
- Перше місце (1): 2025

Чемпіонат України
- Перше місце (1): 2023

## Статистика
Статистика виступів у єврокубках:
| Сезон   | Клуб       | Турнір         | Ігри | Сети | Очки | Ср. | Примітки |
| ------- | ---------- | -------------- | ---- | ---- | ---- | --- | -------- |
| 2022/23 | «Прометей» | Ліга чемпіонів | 1    | 1    | 1    | 1   |          |

У збірній:
| Рік  | Турнір          | Ігри | Сети | Очки | Ср.  | Місце | Примітки |
| ---- | --------------- | ---- | ---- | ---- | ---- | ----- | -------- |
| 2024 | Золота євроліга | 5    | 11   | 30   | 2,73 | 5     |          |
| 2025 | Золота євроліга | 8    | 28   | 143  | 5,11 | 1     |          |